# ВО «Умань»
ВО «Умань» — воєнна округа  Української повстанської армії (Західна частина Черкаської області), частина оперативної групи УПА-Південь.

## Структура

Командир ВО «Умань» майор УПА Осип Безпалько

Командир — Осип Безпалько («Остап», «Іван», «Андрій», «Задорожній»); 
Шеф штабу — «Нюра».
Курені:
- «Довбенка» — курінний «Лихо»;
- «Бувалого»;
- «Андрія-Шума».

Чисельність ВО «Умань» — близько 200–300 повстанців.

## Історія
Початки формування  Української повстанської армії на східноукраїнських землях та Черкащині були закладені ще похідними групами ОУН. На східноукраїнських землях діяли створені відділи УПА та відділи, які рейдували з Волині, Полісся, частково з Галичини.
До осені 1943 року Осип Безпалько «Остап» організував на Уманщині відділи УПА. Ці відділи, разом зі з'єднанням куренів Східної та Центральної України, у 1944 році утворили УПА «Південь». 
Осип Безпалько «Остап» у 1944 році за розпорядженням ПУНу він переходить на Західну Україну. Із Західної України, Осип Безпалько «Остап» перебрався в Румунію, використовуючи зв'язки ОУН з румунськими льотчиками, на румунському літаку перелетів фронт і мав на меті приземлитись на парашуті в районі Умані. Але пілот помилився і Безпалько приземлився неподалік від Кіровограда. Приземлення відбулося невдало, Осип Безпалько «Остап» зламав ногу. Тиждень довелося переховуватися в лісі, а потім пішки з товаришем добиратись до Умані. 
Під кінець літа 1944 року кількість груп УПА збільшилась з приходом нової групи із Полтавщини, що її привів «Дід Тарас», що у 1920-1923 роках командував повстанським загоном в цих околицях.